# نونگ چونهوا
نونگ چونهوا (انگلیسی: Nong Qunhua؛ زادهٔ ۱۶ مارس ۱۹۶۶) بدمینتون‌باز اهل چین است.